# Štěpán Stupčuk
Štěpán Stupčuk (* 9. března 1976 Praha) je český politik a právník, v letech 2013 až 2017 poslanec Poslanecké sněmovny PČR, od roku 2006 zastupitel městské části Praha 6 (mezi lety 2010 a 2014 místostarosta městské části) a člen ČSSD.

## Život
Po obchodní akademii vystudoval Právnickou fakultu Univerzity Karlovy v Praze (promoval v roce 2003). V roce 2007 pak složil rigorózní zkoušku a získal tak titul JUDr.
Po vysoké škole nastoupil na základní vojenskou službu. Po návratu z ní se stal odborným referentem a právníkem na Ministerstvu vnitra ČR a později jako právní zástupce hájil Českou republiku při soudních sporech a arbitrážích na Úřadu pro zastupování státu ve věcech majetkových.
Štěpán Stupčuk je svobodný.

## Politické působení
V roce 2005 vstoupil do ČSSD. V komunálních volbách v roce 2006 kandidoval za ČSSD do zastupitelstva městské části Praha 6 a uspěl. Mandát zastupitele obhájil v komunálních volbách v roce 2010. Následně byl v listopadu 2010 zvolen také místostarostou městské části Praha 6 pro oblast správy obecního majetku a právních vztahů.
Ve volbách do Poslanecké sněmovny PČR v roce 2013 kandidoval za ČSSD ze druhého místa kandidátky v hlavním městě Praze a byl zvolen.
V komunálních volbách v roce 2014 obhájil post zastupitele městské části Praha 6, když vedl kandidátku ČSSD. Pozici místostarosty městské části si však neudržel.
Ve volbách do Poslanecké sněmovny PČR v roce 2017 již nekandidoval.